# Magica magica Emi
Magica magica Emi (魔法のスターマジカルエミ?, Mahō no sutā Majikaru Emi, lett. "La stella della magia Magical Emi") è un anime mahō shōjo, prodotto dallo Studio Pierrot e trasmesso in Giappone su Nippon Television tra il giugno 1985 e il febbraio 1986. In Italia è stato trasmesso su Italia 1 tra l'agosto e l'ottobre 1986. La serie gode anche di una trasposizione manga, distribuita dalla Shogakukan parallelamente alla trasmissione, e di tre OAV.
Magica magica Emi è la terza serie della saga delle maghette dello Studio Pierrot, ed è preceduta da Evelyn e la magia di un sogno d'amore e seguita da Sandy dai mille colori.

## Trama
(Formula magica di Magical Emi)
Mai è una ragazzina di 10 anni con la passione per i trucchi di magia e l'arte della prestidigitazione in generale. Figlia di una ex maga e di un pasticciere, Mai sogna di diventare un giorno una famosa e brava prestigiatrice, come il suo idolo Emily Howell, una leggendaria maga degli anni trenta, e di poter entrare a far parte del gruppo dei Magic-Art, compagnia di maghi creata dai suoi nonni.
Un giorno durante il trasloco dei nonni, in una grande villa vicino al negozio di famiglia, la ragazzina nota una sfera di luce che solo lei sembra riuscire a vedere. Rincorsa per tutta la casa, la sfera di pura energia va a infilarsi in un particolare specchio portatile a forma di cuore che proprio poco prima il premuroso nonno aveva regalato alla bambina. Mai, guardando nello specchio, nota che la sua immagine non viene riflessa e che al suo posto sembra esserci un'altra dimensione fatta di tante sfere lucenti. Una strana creatura, fuoriuscendo dal piccolo specchio e infilatasi in uno più grande, materializza uno strano braccialetto che rotea fuori dallo specchio fino a infilarsi sul suo polso: il folletto cerca di spiegare alla ragazzina che con esso potrà realizzare il suo sogno che lui vede già riflesso nello specchio. La bambina però, non riuscendo a vedere niente per la troppa luce, costringe Moko, questo il nome del folletto, a infilarsi nel corpo di un peluche dalle sembianze di uno scoiattolo volante, trovato fra le scatole della stanza, dando così vita al buffo e tenero pupazzo. Senza troppe domande il simpatico essere convincerà Mai a provare i suoi poteri, che la bambina userà per la prima volta proprio per salvare e chiudere uno spettacolo dei Magic-Art, trasformandosi in una bella e abile prestigiatrice che lei stessa ribattezzerà con il nome di Magical Emi.
La carriera di Magical Emi comincia così per caso grazie anche all'aiuto del signor Bartolomeo, produttore televisivo, che assistendo per caso allo spettacolo dei Magic-Art rimane sbalordito dalla bravura e dal fascino della misteriosa maga, captandone subito il grande talento e il successo assicurato per gli share televisivi. Per Mai sembra essersi avverato il sogno di sempre, iniziando così a vivere tante belle e impegnative giornate come Magical Emi. La ragazzina arriverà a debuttare persino come idol, unendo ai giochi di prestigio anche delle melodiose canzoni, rendendo le sue performance sempre più appariscenti e spettacolari.
Trascorsi l'estate e l'autunno, dopo numerosi spettacoli al confine tra veri incantesimi e illusionismo, Magical Emi e i Magic-Art vengono invitati a partecipare separatamente al "Premio Emily - Magic Festival", un concorso per lanciare nuovi talenti nel mondo della magia. Il verdetto finale vedrà i giovani dei Magic-Art accaparrarsi un premio speciale della giuria per la gioia di tutti, mentre la fatidica statuetta andrà alla Magical Emi che, per la prima volta, si sentirà demotivata e distaccata dalla compagnia, avendo ricevuto un premio solo grazie alla fittizia magia dei suoi poteri. Al party organizzato per festeggiare i vincitori, i nonni della ragazzina annunciano inoltre lo scioglimento della compagnia, dal momento che ormai non hanno più nulla da insegnare ai loro ragazzi, fissando l'ultimo spettacolo per il 28 febbraio. Mai non distinguendo più bene la realtà dal sogno s'interroga sul futuro della carriera di Emi, domandando a Moko che cosa sia per lei Magical Emi e che cosa farà quando rimarrà sola. Nonostante il folletto le dica che Emi non è altro che il suo sogno che lui vede riflesso nello specchio, la bambina non sembra convinta e un giorno guardando dei vecchi filmati di Emily Howell, arriva pian piano alla matura e difficile scelta di rinunciare ai suoi poteri, pur non essendone obbligata, consapevole che solo in tal modo avrebbe potuto davvero impegnarsi per diventare Magical Mai. Il dolce Moko le augura così buona fortuna non ricordandole però che, così facendo, avrebbe dovuto dire addio anche a lui. Arrivati al malinconico 28 febbraio, tutti fremono per vedere l'ultimo spettacolo della compagnia che dà il meglio di sé, fino al gran finale in cui Emi, ritrasformandosi in Mai davanti a tutti, scompare per sempre insieme a Moko ormai tornato sfera di luce dileguatasi nello specchio. Tutto è finito e Mai stringendo lo specchio e il pupazzo inanimato a sé, dà un ultimo struggente sguardo di addio all'immagine della Magical Emi, rimasta ancora per qualche secondo sul grande schermo elettronico esterno al teatro.

## Personaggi
Mai (香月 舞?, Kazuki Mai) / Magical Emi (マジカルエミ?, Majikaru Emi)
Doppiata da: Yōko Obata e Aya Hisakawa (OAV 3) (ed. giapponese), Alessandra Karpoff (ed. italiana)
Una bambina di 10 anni, protagonista della serie. Sensibile, romantica e un po' maldestra, Mai ha sempre la testa immersa nella sua passione per la magia, sognando di diventare un giorno come Emily Howell, leggendaria maga degli anni '30. Magical Emi è la controparte magica di Mai, una bella ragazza di 16 anni. Si trova per caso a salvare il primo spettacolo dei Magic-Art, venendo notata così da un produttore televisivo, grazie al quale acquisirà subito una certa popolarità.
Moko (トポ?, Topo)
Doppiato da: Naoki Tatsuta (ed. giapponese), Pietro Ubaldi (ed. italiana)
È un folletto dello specchio il quale, vedendo riflesso il sogno di Mai dentro di esso, dona i poteri magici alla protagonista. Le sue vere sembianze sono quelle di una lucente sfera di energia, la quale ha il potere di animare qualsiasi oggetto entrandoci dentro. In questo caso entrerà in uno scoiattolo volante di peluche.
Annie (香月 陽子?, Kazuki Yōko)
Doppiata da: Nana Aoki (ed. giapponese), Lella Costa (ed. italiana)
Madre di Mai. Gestisce con il marito la pasticceria "Cookie". Prima di sposarsi era la più brava maga dei Magic-Art. Affascinante e ancora molto giovanile, la donna è dipinta come una premurosa e dolcissima mamma responsabile, la quale però non nasconde a volte una leggera ombra nostalgica per la sua carriera di passata prestigiatrice.
Enrico (香月 順一?, Kazuki Jun'ichi)
Doppiato da: Rokurō Naya (ed. giapponese), Gianfranco Gamba (ed. italiana)
Padre di Mai. Gestisce con la moglie la pasticceria "Cookie". Maldestro e bravo pasticciere, è un uomo timido e bonaccione che appare sempre un po' seccato per il continuo parlare di magia tra i figli e la moglie, non riuscendo a capire che cosa ci sia di così tanto interessante in tale lavoro. Anche lui a volte sembra nascondere una leggera tristezza per aver fatto abbandonare alla moglie la sua carriera di maga.
Giuppi (香月 岬?, Kazuki Misaki)
Doppiato da: Yūko Mita (ed. giapponese), Debora Magnaghi (ed. italiana)
Fratellino minore di Mai. Bambino di 4 anni vivace e vispo, sembrerebbe lui, paradossalmente, quello più portato della famiglia a fare i trucchi magici, sottolineando il carattere più maldestro della sorella.
Fiorella (中森 晴子?, Nakamori Haruko) e Giovanni (中森 洋輔?, Nakamori Yōsuke)
Doppiati rispettivamente da: Atsuko Mine e Jōji Yanami (ed. giapponese), Angela Cicorella e Riccardo Mantani (ed. italiana)
Nonni materni di Mai. Famosi prestidigitatori da giovani, hanno una scuola di magia nella loro grande casa.
Gennaro (松尾 明?, Matsuo Akira), Daniele (塩沢 進?, Shiozawa Susumu) e Stella (弘田 ユキ子?, Hirota Yukiko)
Doppiati rispettivamente da: Shinya Ōtaki, Sukekiyo Kameyama e Maya Okamoto (ed. giapponese), Diego Sabre, Donato Sbodio e Patrizia Salmoiraghi (ed. italiana)
Giovani apprendisti prestigiatori del gruppo Magic-Art (マジカラット?, Majikaratto), che vivono nella casa-scuola di Fiorella e Giovanni.
Ronni (結城 将?, Yūki Shō)
Doppiato da: Yū Mizushima (ed. giapponese), Ivo De Palma (ed. italiana)
Teenager di 17 anni, è un amico e ospite dei nonni di Mai. Figlio di una famosa coppia di maghi, ex colleghi di Fiorella e Giovanni, andata a lavorare in America, decide di rimanere in Giappone per coltivare il suo sogno di diventare un bravo pugile pur avendo un talento naturale per la prestidigitazione. Tipica figura del ribelle che non vuole seguire le orme del padre, è un ragazzo generoso e gentile che rappresenta più che il ragazzo ideale, il fratello perfetto.
Bartolomeo (小金井 滋?, Koganei Shigeru)
Doppiato da: Daisuke Gōri e Kazue Komiya (da bambino) (ed. giapponese), Vittorio Bestoso (ed. italiana)
Produttore e autore televisivo.
Pellecchia (国分寺 円?, Kokubunji Madoka)
Doppiato da: Shigeru Chiba (ed. giapponese), Federico Danti (ed. italiana)
È il manager di Emi. È piuttosto maldestro e imbranato, pertanto riceve spesso delle lavate di capo da Bartolomeo.
B. Junior (小金井 武蔵?, Koganei Musashi)
Doppiato da: Kazue Ikura (ed. giapponese), Paolo Torrisi (ed. italiana)
Figlio di Bartolomeo, compagno di classe di Mai e segretamente innamorato di lei.

## Anime
L'anime, prodotto dallo Studio Pierrot, è composto da 38 episodi, andati in onda su Nippon Television dal 7 giugno 1985 al 28 febbraio 1986. La serie, pur avvicinandosi apparentemente molto ai temi affrontati in L'incantevole Creamy, con il mondo dello spettacolo, canzoni e doppia vita della protagonista, si allontana di parecchio dalla sua struttura ideologica, proprio a partire da quella costante atmosfera malinconica e più realistica che permea tutti gli episodi, fino alla diversa concezione di fondo della storia: se infatti in Creamy è l'aspetto sentimentale e magico a prevalere, in Emi la vicenda si basa tutta sulla realizzazione di un sogno che, da quello della protagonista, si estenderà a tutti i personaggi. Qui l'elemento della magia viene a essere solo il pretesto o il mezzo, per arrivare alla consapevolezza di doversi mettere in discussione e rischiare in prima persona per realizzare i propri sogni. Non è un caso che in tale serie sia assente la classica perdita e riacquisizione dei poteri magici, ormai semplificati al massimo anche nell'oggettistica e usati esclusivamente per diventare una proiezione onirica di se stessi. In definitiva il valore più grande della serie sta nell'inedito finale, indubbiamente pessimistico, in cui i destini dei protagonisti appaiono molto meno rosei e scontati delle precedenti colleghe. Gli episodi sono stati pubblicati prima in VHS e poi in DVD, mentre negli LD è stato incluso come bonus un piccolo videoclip musicale dal titolo Kaze no invitation.
In Italia è stato acquistato da Mediaset ed è stato trasmesso su Italia 1 dal 9 agosto al 4 ottobre 1986 all'interno del contenitore I Cartonissimi (spin-off della trasmissione Bim Bum Bam). La serie ottenne un successo notevole quasi pari a L'incantevole Creamy, venendo successivamente molto replicata. La versione italiana cambia quasi tutti i nomi originali dei personaggi, mantenendo solo quello della protagonista Mai, che però nei titoli di coda è scritto May; anche il nome di Akira (Gennaro) nei titoli di coda e nell'OAV diventa Germano. Dalle repliche della metà degli anni 90 fino al 2007 è stato tolto l'episodio 22 Daniele se ne va a causa della presenza di sangue in una scena. La Yamato Video ne ha distribuito i DVD, che recuperano l'episodio in questione così come successo nelle repliche successive al 2007.

### Colonna sonora
La sigla italiana, scritta da Alessandra Valeri Manera con la musica di Giordano Bruno Martelli ed interpretata da Cristina D'Avena, presenta un arrangiamento completamente diverso dalle originali e viene usata sia in apertura che in chiusura.
Sigla di apertura
- Fushigi-iro happiness (不思議色ハピネス?), di Yōko Obata

Sigla di chiusura
- Anata dake Dreaming (あなただけ Ｄｒｅａｍｉｎｇ?), di Yōko Obata

Sigla di apertura e di chiusura italiana
- Magica, magica Emi, di Cristina D'Avena

Le canzoni di Magical Emi sono cantate dalla doppiatrice Yōko Obata e sono in totale due, mentre in italiano sono cantate da Cristina D'Avena con i testi di Alessandra Valeri Manera. L'adattamento italiano è avvenuto solo a livello di testi, infatti le musiche sono quelle originali giapponesi.
Canzoni
- Fushigi-iro happiness (不思議色ハピネス? lett. "I misteriosi colori della felicità")

Il titolo italiano è I meravigliosi colori della felicità. È la prima canzone che Emi propone nei suoi spettacoli nonché sigla di apertura originale e tema dell'intero anime. In giapponese è cantata da Yōko Obata, mentre in italiano da Cristina D'Avena.
- Nankoku ningyo-hime (南国人魚姫? lett. "La principessa sirena tropicale")

In italiano, pur avendo lo stesso titolo, segue l'arrangiamento di Anata dake Dreaming (sigla di chiusura originale) e di conseguenza il brano vero risulta inedito. In giapponese è cantata da Yōko Obata, mentre in italiano da Cristina D'Avena.
Nell'episodio 10 May fa la conoscenza di una ragazza di nome Bibi e sbirciando nei suoi ricordi la vede cantare la sigla de La regina dei mille anni.

## Manga
In contemporanea alla trasmissione dell'anime, tra il 1985 e il 1986, è stato pubblicato in Giappone sulla rivista Ciao un adattamento manga in tre tankōbon editi dalla Shogakukan, scritto e disegnato da Kiyoko Arai.
In Italia non è mai arrivato, ma sulla rivista Corriere dei Piccoli sono usciti dei fotogrammi dell'anime a cui sono stati aggiunti i fumetti che riportano i dialoghi. Il discreto successo della serie ha permesso, inoltre, la pubblicazione di un album di figurine Panini.

### Volumi
| Nº | Data di prima pubblicazione | Data di prima pubblicazione | Data di prima pubblicazione |
| Nº | Giapponese                  | Giapponese                  |                             |
| -- | --------------------------- | --------------------------- | --------------------------- |
| 1  | 20 settembre 1985           | ISBN 4-09-132101-1          |                             |
| 2  | 20 dicembre 1985            | ISBN 4-09-132102-X          |                             |
| 3  | 20 maggio 1986              | ISBN 4-09-132103-8          |                             |

## OAV
Oltre alla serie televisiva, sono stati prodotti tre OAV, di cui uno trasmesso anche in Italia. Sono stati pubblicati sia i VHS che i DVD, e il terzo di essi è uscito in occasione dell'uscita dei DVD-BOX della serie. Magical Emi inoltre compare in Adesugata Mahō no san-nin musume (艶姿 魔法の三人娘?), mediometraggio del 1986 insieme a Creamy Mami e Persha, e in Majocco Club: Alien X - Terrore dalla dimensione A (魔女っ子クラブ４人組 Ａ空間からのエイリアンＸ?), un team-up del 1987 in cui sono presenti anche le altre tre eroine della Pierrot (Creamy, Evelyn e Sandy).

### Finale! Finale!
Mahō no star Magical Emi: Finale! Finale! (魔法のスターマジカルエミ フィナーレ！フィナーレ！?) è il primo OAV della serie, distribuito in Giappone il 25 maggio 1986. In Italia è stato trasmesso al termine di alcune repliche della serie TV negli anni 90. Curiosità: alcune voci del cast italiano sono cambiate rispetto a quelle delle serie TV (ad esempio la doppiatrice di Annie, la madre di Mai).

### Pioggerella / Orchestra di cicale
Magica magica Emi - Pioggerella / Orchestra di cicale (魔法のスターマジカルエミ 蝉時雨? Mahō no star Magical Emi: Semishigure) è il secondo OAV della serie, distribuito in Giappone il 21 settembre 1986. In Italia è stato acquistato da Mediaset ed è stato trasmesso su Italia 1 per intero durante la prima visione col titolo Magica magica Emi - Pioggerella, mentre nelle repliche è stato diviso in tre episodi rispettivamente intitolati La rinuncia ai poteri, Il gioco del filo e L'arcobaleno. Il sottotitolo Pioggerella utilizzato è errato, infatti l'intenzione della casa di produzione era mantenere quella poetica e animista falsariga narrativa che aveva caratterizzato la serie TV: il termine originale Semishigure (alla lettera "pioggerella di cicale") si riferisce infatti all'ossessivo frinire delle cicale giapponesi come una pioggia scrosciante, ed è spesso utilizzato per evocare in senso animista la stagione estiva nel suo fulgore. Nel 2010 la Yamato Video ha pubblicato il DVD cambiandone il titolo in Magica magica Emi - Orchestra di cicale, più vicino al titolo originale.
La trama si apre con una Mai un po' cresciuta intenta a sfogliare un album di fotografie dell'estate 1985, tramite il quale si apre una sorta di episodio flashback, cronologicamente posto fra l'episodio 8 e 13, nel quale ritroviamo tutti i protagonisti immersi nella nipponica calura estiva. Stranamente assenti e sbadati quasi come immersi in un'ipnotica atmosfera caratterizzata dall'ossessivo frinire delle cicale, tutti i personaggi appaiono come assuefatti al torpore estivo che, all'apparenza, sembra essere la vera causa comune di simbolici micro problemi della quotidianità di ognuno. Solo una breve rinfrescante pioggia estiva sembrerà sbloccare e risvegliare la volontà dei singoli personaggi per risolvere le loro piccole difficoltà. L'OAV si chiude in maniera circolare con un ritorno al presente in cui ritroviamo Mai guardare piacevolmente con sorpresa il suo specchio nel quale per un attimo ricompaiono fiocamente le lucenti sfere di luce, quasi come richiamate dagli intensi ricordi della ragazzina racchiusi nell'album di fotografie che stava sfogliando.

### Kumo hikaru
Mahō no star Magical Emi: Kumo hikaru (魔法のスターマジカルエミ 雲光る?) è il terzo OAV della serie, distribuito in Giappone il 25 maggio 2002, con l'uscita del primo DVD-BOX della serie. In Italia è inedito.

## Trasmissioni e adattamenti nel mondo
L'anime è stato trasmesso, oltre che in Giappone e in Italia, anche in diversi Paesi in tutto il mondo. In Francia e in Spagna è stata trasmessa la stessa edizione mandata in onda in Italia, poiché le reti televisive La Cinq e Telecinco sono di proprietà di Fininvest; la sigla utilizzata da entrambe ha come base quella italiana, ma il testo tradotto ed è cantata da Valérie Barouille per la prima e da Sol Pilas per la seconda.
| Stato         | Canale/i televisivo | Data prima TV                   | Titolo                  |
| ------------- | ------------------- | ------------------------------- | ----------------------- |
| Corea del Sud |                     |                                 | Yosul gajog (요술가족?) |
| Francia       | La Cinq             | 29 agosto 1987 - 7 gennaio 1988 | Emi magique             |
| Spagna        | Telecinco           |                                 | La magia de Emi         |

## Influenza su altre opere
- Nell'episodio 2 "L'allegra magia" di Sandy dai mille colori, mentre i ragazzi attaccano i volantini passa un pullman con l'immagine di Magical Emi. Subito dopo si vedono Mai e Ronni. Anche nell'episodio 6 "Realtà e magia" della stessa serie, durante il discorso del sindaco si vede Ronni applaudire.